# Esjon-Geber
Esjon-Geber (hebr. ‏עֶצְיֹן גֶּבֶר‎, łac. Asiongaber) – portowa miejscowość biblijna, położona nad Zatoką Akaba, prawdopodobnie tożsama z Tell el-Chelefe, choć brak na to wystarczających dowodów.

## Lokalizacja
Najstarsze wzmianki o Esjon-Geber pochodzą z Księgi Liczb (Lb 33,35) i Księgi Powtórzonego Prawa (Pwt 2,8), gdzie miejscowość występuje jako obozowisko Izraelitów w trakcie ich wędrówki do Ziemi Obiecanej. Kolejna informacja znajduje się w 1 Księdze Królewskiej (1 Krl 9,26) w kontekście budowy przez Salomona floty. Źródło wskazuje położenie Esjon-Geber na obszar nieopodal miasta Ejlat w kraju Edomu. Biorąc pod uwagę tę wzmiankę, pozostałości po Esjon-Geber kryje jedno ze wzgórz w okolicach współczesnego miasta Akaba lub w jego obrębie. Istnieją przypuszczenia, że w położonym niedaleko Akaby kopcu Tell el-Chelefe znajdują się ruiny południowej warowni Esjon-Geber.
Korzystna lokalizacja Esjon-Geber stwarzała warunki do rozwoju handlu morskiego. Stąd wyruszały statki do Indii, Afryki i Arabii. Według 1 Księgi Królewskiej (1 Krl 10,11; 22,48) Salomon podjął działania na rzecz zbudowania floty dalekomorskiej. Za jego czasów do Esjion-Geber dostarczano towary z Ofiru. Za panowania Jozafata flota została zniszczona, o czym wzmiankują 1 Księga Królewska (1 Krl 22,49) i 2 Księga Kronik (2 Krn 20,36; 37).

## Badania archeologiczne
Badania archeologiczne pod kątem udowodnienia, że Esjon-Geber to współczesny Tell el-Chelefe prowadził Nelson Glueck (od 1938 roku). Najstarsza warstwa z okresu I datowana jest na X wiek p.n.e. – czasy panowania Salomona. Znaleziono w niej ceramiczne skorupy, które przypominały nieco ceramikę z Timny z XIII–XII wieku p.n.e., oraz prymitywną ceramikę typu negewskiego. W tej warstwie odsłonięto kwadratowy otoczony kazamatowym murem plac. Dwa jego boki były podzielone na dwie płytkie wnęki i trzy występy. Pośrodku placu stał kwadratowy budynek z cegły suszonej otoczony glacis (sztuczną skarpą warowną). Budynek składał się z trzech prostokątnych pomieszczeń i trzech pokoików. W ścianach znajdowały się dwa rzędy otworów, powstałych na skutek wypalenia bądź rozkładu drewnianych belek, które podtrzymywały całą konstrukcję. Prawdopodobnie twierdza z najstarszej warstwy została zniszczona w piątym roku panowania Roboama na skutek najazdu Szeszonka I.
Z pierwszej połowy IX wieku p.n.e. (w Judzie panował wówczas Jozafat lub jego następca) twierdza została odbudowana. To o niej przypuszczalnie traktuje Biblia, informując o zniszczeniu floty judzkiej. Twierdzę chroniły podwójne mury wzmocnione glacisem. Do środka prowadziła od strony południowo-zachodniej solidna brama, która miała trzy pary odrzwi, ograniczonych dwoma paralelnymi rzędami pomieszczeń wartowniczymi. Okres II istnienia miasta został zakończony prawdopodobnie w połowie IX wieku p.n.e., gdy osada została zrujnowana przez Edomitów, którzy wzniecili powstanie przeciwko Joramowi.
W datowanej na pierwszą połowę VIII wiek p.n.e. warstwie III znaleziono sygnet z pieczęcią i inskrypcją własność JMT. Chronologicznie okres III odpowiada panowaniu Ochozjasza, który według 2 Księgi Królewskiej (2 Krl 14,22) i 2 Księgi Kronik (2 Krn 26,1; 10) przyczynił się do przyłączenia sąsiadującego z Esjon-Geber Elatu do Judy. W drugiej połowie VIII wieku p.n.e. Elat zajęli Edomici. We współczesnej temu okresowi warstwie z Tell el-Chelefe odkryto edomickie lapidaria, teksty złorzeczące oraz ceramikę. Na wyrobach ceramicznych często widnieje odcisk pieczęci z edomickim napisem własność Kausanala i fragmentem imienia teoforycznego, mającego swój odpowiednik w inskrypcjach klinowych, nabatejskich i Biblii. Okryto również importowany dzban z dwoma minojskimi literami.
Najmłodsza warstwa, datowana na V–IV wiek p.n.e., zawierała czarnoglazurowaną ceramikę grecką oraz aramejskie i późnofenickie ostrakony. Po okresie V proces osadniczy na Tell el-Chelefe ustał. Na zachód powstała osada Ajla, istniejąca w okresie od przybycia Nabatejczyków do czasów bizantyjskich. Położona była w obrębie współczesnej Akaby.